# جلسيم
جلسيم (الاسم العلمي Heloecius)، جنس حيوانات قازبة من القشريات عشاريات الأرجل قصيرات الذيل وفصيلة الدوبريات. أنواعه المعروفة خمسة اعطانها بعض المناطق الاستوائية والحارة. تعيش في مناقع الشطوط البحرية وفي اوحال الشوار. أوجارها أنفاق مستطيلة افقية الامتداد تحتفرها في التربة وتنتهي برداء فسيحة. أجسامها صغيرة . تتميز بالفارق الشائع بين ملقطيها، الواحد بحجم القائمة أي الرجل والثاني أربعة أضعاف الأول أن لم يكن أكثر. أثوابها إلى الحمرة البنفسجية يعلوها مواج وردي.